# Евстафий Севастийский

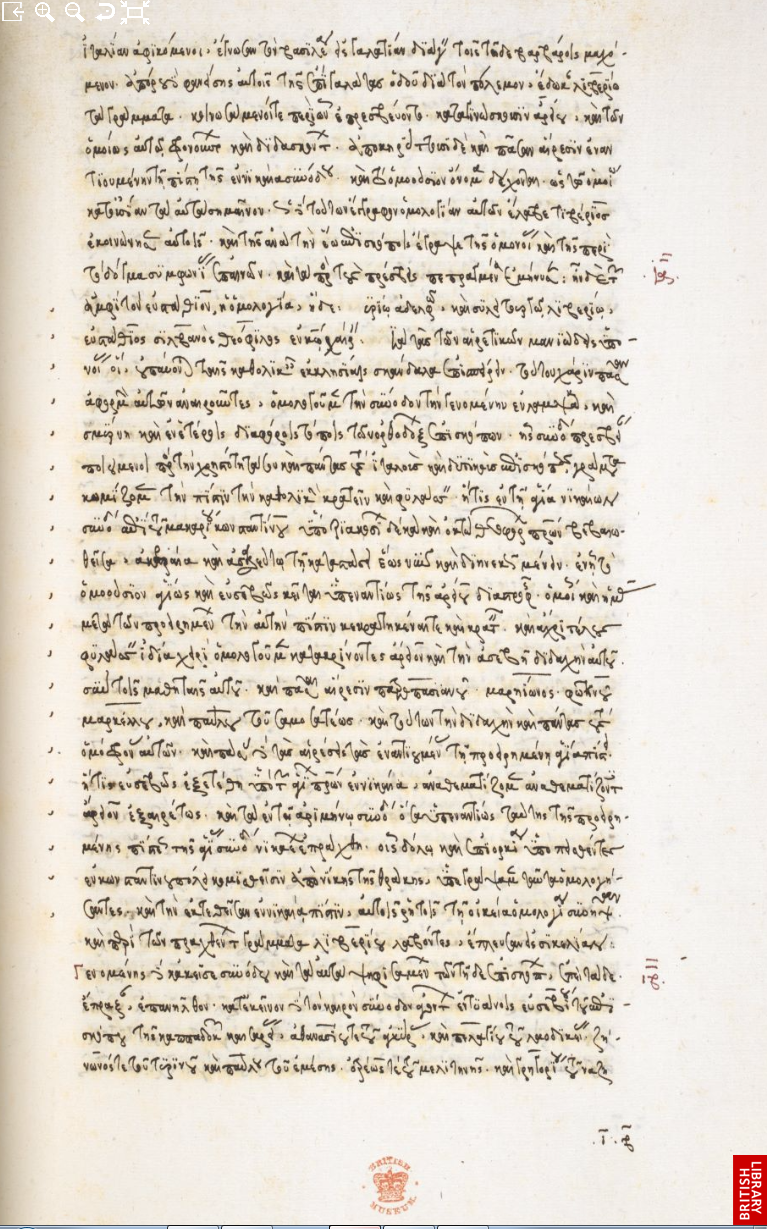
Созомен. «Церковная история». Книга шестая. Глава 11 Исповедание македониан — Евстафия, Сильвана и Феофила, представленное римскому епископу Ливерию. Греческая рукопись 1524 года. Британская библиотека.

Евста́фий (др.-греч. Εὐστάθιος; ~ 300 — после 377) — аскет, епископ Севастии.

## Биография
Евстафий — уроженец из района Малой Армении, сын епископа Евлалия. В юношеские годы Евстафий был учеником Ария в Александрии. В Египте Евстафий, возможно, познакомился с первыми опытами устройства монашеских общин. После 325 года Евстафий, вернувшись домой, проявил порыв к крайним формам аскетизма. Евстафий, вместе с другом своим Аерием, вёл жизнь отшельника. Евстафий стал клириком — пресвитером в Малой Азии; где одним из первых начал здесь активную деятельность по образованию и развитию монашеских общин в Малой Армении, Понте и Пафлагонии. Он устроил монашеский уклад как для большой монашеской общины, так и для отдельных подвижников.  Евстафий, вместе с Аерием, создал приют, в котором его ученики заботились о больных, старых и малоимущих. Евлалий, отец Евстафия, отлучил его от церковного общения за то, что он носил философский плащ — платье, недостойное пресвитера. Документы Гангрского собора, около 340 года, направлены против крайностей, в которые впали последователи Евстафия. Они совершенно отвергали брак и не хотели приступать к евхаристии, если она совершалась женатыми священниками. Они не хотели даже вступать в общение с женатыми, считая их нечистыми, и устраивали для себя отдельные жилища и особое богослужение. Сам Евстафий был чужд этих крайностей. В 341 году Антиохийский собор обвинил Евстафия в клятвопреступлении — в неисполнении предписаний Гангрского собора; однако Созомен свидетельствует в пользу Евстафия, говоря, что он подчинился решениям Гангрского собора и отказался от своей вызывающей одежды. Около 350 года Евстафий сблизился с Василием Великим и имел на последнего большое влияние. Василий и Григорий, вернувшиеся из Афин, увлеклись дома опытом монашеского жития под воздействием Евстафия. Евстафий посещал Василия и Григория, как наставник аскезы, в пустыне на реке Ирисе. У Евстафия были ученики среди родственников Василия Великого: мать Василия — Емилия, сестра — Макрина, брат — Навкратий, имевшие с Евстафием многолетние отношения. Богадельня в Кесарии Каппадокийской — Василиада, созданная Василием, имела образцом богадельню, открытую Евстафием в Севастии. Евстафий принимавшим активное участие в этом начинании своего ученика Василия. В 356 году Евстафий стал епископом Севастийским. После того как Евстафий стал епископом начинается вражда между ним и Аерием, Аерий отделился от Евстафия, выступил с проповедью против господствовавших воззрений и обычаев церкви, создав свою секту, впоследствии названной аериане.
Евстафий по своим догматическим воззрениям близко стоял к омиусианам, но на протяжении его жизни его триадологические воззрения неоднократно менялись. В юношестве Евстафий был последователем Ария, являясь одним из самых прилежных его учеников. Затем Евстафий становится последователем прямого противника учения Ария епископа Кесарии Каппадокийской Ермогена. После смерти Ермогена Евстафий становится последователем епископа Никомедийского Евсевия, возглавлявшего одну из арианских партий. Евстафий оставил Евсевия по каким-то неизвестным причинам, оставаясь приверженцем арианских убеждений. Между арианами в IV веке шли постоянные споры и существовало несколько арианских партии. В 358 году арианский Собор в Мелитине смещает Евстафия с Севастийской кафедры и ставит на это место Мелетия. Евстафий изобрел формулу «подобие по сущности» (др.-греч. κατ᾿ οὐσίαν ὅμοιον). В 358 году созывается Анкирский собор под председательством Василия Анкирского, на нём присутствует Евстафий и принимается формула Евстафия о том, что Сын подобен (ὁμοῖος) Отцу не только по власти (κατ̓ ἐξουσίαν), но и по сущности (κατ̓ οὐσίαν), а учение Никейского собора о единосущии Сына Отцу было проклято. Собор направил делегатов к императору Констанцию II для противодействия только что возведенному на Антиохийскую кафедру Евдоксию, одному из лидеров аномеев. Посольство завершилось успешно, и Констанций отозвал утвердительную грамоту на поставление Евдоксия. Констанций утвердил положения, принятые Анкирским собором и отстранил епископов-аномеев от управления епархиями. Евстафий подписывается под вероучительными документами  Селевкийского собора в 359 году, и участниками Селевкийского собора, с поручением отстаивать учение о подобосущии, Евстафий был отправлен к императору Констанцию. В 360 году император Констанций поддержал учение омиев и последние созывают  Константинопольский собор. На соборе была принята Никская формула о подобии Сына Отцу. Решением собора были отвергнуты как Никейские, так и аномейские формулировки. Было запрещено использование слова др.-греч. ούσία («сущность») по отношению к Отцу, Сыну и Святому Духу. Также отвергались понятия др.-греч. όμοούσίος («единосущный») и  др.-греч. όμοιούσίος («подобосущный»). Евстафий подписывается под вероучительными документами Константинопольского собора, однако решением собора Евстафий был извержен из сана и сослан в Дарданию. Император Юлиан Отступник в 361 году возвратил Евстафия на Севастийскую кафедру. В 364 году Евстафий принимал участие в работе собора в Лампсаке, на соборе было господство партии македонян — епископов последователей учения Константинопольского патриарха Македония I. После окончания работы Лампсакийский собор направил делегацию в Рим. В делегацию вошли Евстафий Севастийский, Сильван Тарсийский и Феофил Каставальский, целью поездки  было вступление в общение с Римской церковью и признание веры в единосущие Сына с Отцом. Послы в 366 году письменно перед папой Либерием признали решения Лампсакийского собора, исповедовали Никейский символ веры,  осудили ереси Ария, Савеллия, патропассиан, маркионитов, фотиниан, маркеллиан, Павла Самосатского и анафематствовали исповедание Ариминского собора. Либерий принял послов в общение и отпустил их с посланием к епископам македонийским; в послании Либерий свидетельствовал согласие вероучения македонян, как со своим вероучением, так и с вероучением италийских и западных епископов. Послы, во главе с Евстафием Севастийским, отплыли в Сицилию. В Сицилии послы в 366 году вместе с местными епископами провели собор, на котором утвердили тоже вероучение, которое согласовали с папой Либерием. В 367 или в 368 году послы прибыли в южную Каппадокию, здесь Евсевий, епископ Кесарии Каппадокийской, Афанасий Анкирский, Пелагий Лаодикийский, Зенон Тирский, Павел Эмесский, Отрей Мелитинский, Григорий Назианзин и многие другие епископы провели собор в Тиане. На собор Евстафий принёс послание Либерия  и сообщил о своем восстановлении на прежнее место — епископа Севастии. Собор в Тиане защищал единосущие и исповедовал Никейский символ веры. Тианский собор был предварительным, его участники хотели в ближайшем времени собраться снова на собор в Тарсе Киликийском, но император Валент не разрешил провести новый собор.
Евстафий удалился от учения ариан и начинает разделять учение духоборцев. Суда сообщает о том, что именно Евстафий Севастийский и Василий Анкирский являются основателями и создателями духоборчества. Василий Великий в послании «К западным» пишет о том, что Евстафий стал вождем ереси духоборчества. Вероучение, направленное против божественности Святого Духа, как сообщает Василий Великий в послании «К Патрофилу, епископу Церкви в Егеях», Евстафий распространял вместе с Евномием, епископом Кизика. В отличие от тех, кто называл Святого Духа тварью, Евстафий писал: «Не могу признать Святого Духа Богом, но не смею называть Его и тварью». По поручению императора Валента для урегулирования догматических разногласий о природе Святого Духа Василий Великий отправился в июне 373 года в Малую Армению к Евстафию. В Никополе после двухдневных переговоров с Евстафием по обсуждавшимся вопросам было достигнуто устное соглашение. В августе 373 года Евстафий с Василием подписались под Никейским Символом веры и кратко изложили учение о Святом Духе. В 375 году, из-за неискренности Евстафия, Василий Великий прерывает с ним общение и пишет направленное против заблуждений Евстафия сочинение «О Святом Духе», 10-27 главы которого представляет собой запись состоявшейся в 372 году беседы между Евстафием и Василием. В Кизике летом 376 года Евстафий на соборе с местными клириками подписался под исповеданием веры, написанном в духоборческом смысле. Евстафий в конце семидесятых годов потерял признание своей паствы в Севастии; обязанности предстоятеля в Севастии в это время исполнял Григорий Нисский. Где и когда умер Евстафий — неизвестно. В 377 году Евстафий был еще жив. Как первый основатель благотворительных учреждений, Евстафий оставил по себе благодарную память в широких кругах населения. Созомен упоминает, что некоторые считали Евстафия автором монашеских правил, приписываемых Василию Великому. Сочинения Евстафия не сохранилось, кроме сочинения, цитируемого Сократом Схоластиком — «Письмо к папе Либерию», подписанное Евстафием, Сильваном Тарсийским и Феофилом Каставальским. С именем Евстафия связывают также возникновение ереси мессалиан, это убеждение вошло в сознание отдельных христиан в последние века истории Византии. Аристин напрямую отождествлял деятельность Евстафия и его последователей с ересью мессалиан, в данном случае имеет место не прямая преемственность, а косвенная - через учеников Евстафия.